# 노니
노니(noni, beach mulberry, Indian mulberry, cheese fruit, great morinda)는 꼭두서니과, 노니속에 속하는 상록관목이다. 지역마다 인도뽕나무, 바지티안, 진통제나무, 치즈과일, 파극천 등으로도 불리기도 한다.

## 특징
노니의 열매는 감자처럼 생겼으며, 표면이 울퉁불퉁하고 패인 자국이 있다. 열매에는 여러 개의 작은 갈색 씨가 들어있으며, 익을 경우 역한 냄새가 나기도 한다. 꽃은 작고 하얗게 생겼다.
노니는 주로 열대 지방 특히 해안가의 화산성 토양에서 많이 서식한다. 착과시엔 연두색을 띄고 있다가 익을수록 하얀빛이 돈다.

## 이용
노니의 열매는 식품 및 약용으로 많이 이용되고 있으며, 이외에도 잎, 줄기, 꽃, 씨등이 약용으로 이용되기도 한다. 노니의 프로제로닌 성분은 자외선에 손상된 피부 재생에 좋다. 요산수치를 떨어트려서 통풍에도 좋은 것으로 알려져 있다. 혈액에서 염증을 제거하고 관절에도 좋다고 한다.

## 부작용
노니의 부작용으로 간 손상, 신장 손상, 지나친 혈압 저하, 수술환자에 대한 혈액응고제의 효과 저하 등을 언급하는 사람들이 있다. 그러나 가장 많이 알려진 간손상 사례 조차 2003년 이루 18년 동안 전세계 사례를 다 합해도 7건에 불과한데, 관련 회사가 연관성을 반박하는 연구 결과를 제시하였을 뿐 아니라 사례자 모두가 간 질환이 있었던 특이체질이었던 것으로 알려졌으므로 유럽식품안전청(EFSA)은 노니주스 음용과 간 손상 간의 상관관계를 인정하지 않는다. 다만, 이미 간 질환으로 치료를 받은 사람이 노니주스 음용할 때는 주의를 기울일 것을 권고하는 한편, 잘 익은 열매로 만든 제품과 씨앗 등을 제거한 제품을 이용할 것을 권고하였다
노니주스에는 칼륨 성분이 많아서 신장이 나쁜 사람은 노니주스를 먹으면 안된다 라고 주장하는 사람들이 있다. 그러나, 오히려 이미 신장이 크게 손상되어 신장이식을 기다리는 사람이 노니주스 덕분에 더 건강한 상태로 이식을 기다릴 수 있었다는 사례, 혈액투석환자가 노니주스를 먹은 후로는 투석시간과 횟수를 줄일 수 있었다는 사례도 있다.
노니주스에는 오렌지나 토마토 등과 비슷한 수준의 칼륨이 들어 있다고 하는데, 칼륨의 섭취를 극도로 제한해야 되는 고칼륨혈증 환자는 노니를 섭취하기 전에 의사와 상의해서 결정하는 것이 좋을 것이다.
고혈압약을 먹는 사람이 노니 제품을 먹고 저혈압이 되었다는 등의 부작용 사례는 알려진 바가 없고, 오히려 혈압 조절에 도움이 된 사례만 알 수 있었다.
수술환자에 대한 혈액응고제의 효과를 떨어뜨리는 문제는 과학적인 것 같으나, 수술후 회복에는 노니의 섭취가 도움이 될 수도 있다.

## 효능
당뇨병, 심혈관 질환, 두통, 관절염 등에 도움이 된다고 알려져 있다. 항산화 물질이 풍부하며 비타민 C, A, 철분 등이 많이 함유되어 있어 노화 예방에 도움이 될 수 있으며 해독작용에도 도움이 된다.

## 같이 보기
- 노니 주스